# 우마라키노미코
우마라키노미코(일본어: 茨城 皇子 うまらき の みこ[*], 생몰년 미상)는 아스카 시대의 황족이다. 긴메이 천황의 황자이고, 어머니는 소가노 이나메의 딸인 오아네노키미이다.

## 약력
이세대신을 섬기던 이와쿠마노히메미코(磐隈皇女)를 범했고, 이와쿠마노히메미코는 그 이유로, 무녀에서 해임돼었다. 그 이외의 경력은 알려지지 않았다. 후에, 요메이 천황이 사망한 후, 황위 계승자 후보에 들지 않은 것으로 보아, 그 이전에 사망했을 가능성이 크다.

## 계보
- 아버지 : 긴메이 천황
- 어머니 : 오아네노키미
- 동복형제자매
  - 남동생 : 카즈라키노미코 (葛城皇子)
  - 여동생 : 아나호베노하시히토노히메미코 (穴穂部間人皇女)
  - 남동생 : 아나호베노미코 (穴穂部皇子)
  - 남동생 : 하츠세베노미코 (스슌 천황)